# 国鉄タキ21000形貨車
国鉄タキ21000形貨車（こくてつタキ21000がたかしゃ）は、かつて日本国有鉄道（国鉄）に在籍した私有貨車（タンク車）である。

## 概要
本形式は、ドロマイト専用の39t 積タンク車として1971年（昭和46年）4月9日から1973年（昭和48年）9月29日にかけて4ロット23両（コタキ21000 - コタキ21022）が川崎重工業1社のみにて製作された。
記号番号表記は特殊標記符号「コ」（全長 12 m 以下）を前置し「コタキ」と標記する。
本形式の他にドロマイトを専用種別とする形式にはタンク車では他に例がなく、ホッパー車においてホキ5400形（13両）が存在するのみである。
所有者は、日鉄鉱業、旭硝子の2社であり、その各々の常備駅は、京葉臨海鉄道臨海本線の椎津駅、鶴見線の浅野駅であった。
タンク体は、普通鋼（一般構造用圧延鋼材、SS41、現在のSS400）製であり、積込口は5個あった。
荷役方式は積込口からの上入れ・エアスライド式による下出し式である。
塗装は黒、全長は10,800mm、全幅は2,718mm、全高は3,751mm、台車中心間距離は6,700mm、実容積は24.3m3、自重は15.0t、換算両数は積車5.5、空車1.4である。台車はベッテンドルフ式のTR41C又はTR41Gであった。
1986年（昭和61年）11月29日に最後まで在籍した8両（コタキ21011、コタキ21012、コタキ21014 - コタキ21019）が廃車となり同時に形式消滅となった。

### 年度別製造数
各年度による製造会社と両数は次のとおりである。（所有者は落成時の社名）
- 昭和46年度 - 16両
  - 川崎重工業 10両 日鉄鉱業（コタキ21000 - コタキ21009）
  - 川崎重工業 6両 旭硝子（コタキ21010 - コタキ21015）
- 昭和48年度 - 7両
  - 川崎重工業 4両 旭硝子（コタキ21016 - コタキ21019）
  - 川崎重工業 3両 日鉄鉱業（コタキ21020 - コタキ21022）